# Редькины (Нолинский район)
 Редькины  — деревня в Нолинском районе Кировской области. Входит в состав Лудянского сельского поселения.

## География
Расположена на расстоянии примерно 20 км на северо-запад от райцентра города Нолинск.

## История
Известна с 1748 года как займище Турское, в 1765 году 16 жителей. В 1873 году здесь (займище Турское или Редкины), где дворов 3 и жителей 24, в 1905 4 и 29, в 1926 3 и 28, в 1950 4 и 16. В 1989 году проживало 82 жителя. Настоящее название утвердилось с 1939 года.

## Население
Постоянное население составляло 70 человек (русские 100 %) в 2002 году, 42 в 2010.